# Lafaiete Coutinho
Lafaiete Coutinho is een gemeente in de Braziliaanse deelstaat Bahia. De gemeente telt 3.502 inwoners (schatting 2009).